# Liste des monuments historiques protégés en 1863
Cet article recense les monuments historiques français classés en 1863.

## Protections
| Édifice                      | Commune     | Département     | Région    | Protection | Base Mérimée                         | Coordonnées                      | Image |
| ---------------------------- | ----------- | --------------- | --------- | ---------- | ------------------------------------ | -------------------------------- | ----- |
| Église Saint-Jean-Baptiste   | Buhl        | Haut-Rhin       | Grand-Est | classé     | « PA00085356 », notice no PA00085356 | 47° 55′ 28″ nord, 7° 10′ 47″ est |       |
| Chapelle Saint-Pierre d'Agos | Vielle-Aure | Hautes-Pyrénées | Occitanie | classé     | « PA00095441 », notice no PA00095441 | 42° 50′ 57″ nord, 0° 12′ 29″ est |       |